# Ticheville
Ticheville est une commune française, située dans le département de l'Orne en région Normandie, peuplée de 195 habitants.

## Géographie
La commune est située à 2 km de Orville, 4,6 km de Roiville 6,5 km de Guerquesalles et de 4,4 km de Le Bosc-Renoult.

### Géologie et relief
Les coteaux des Bruyères et des prés Garreaux.
Monts d’ Amain culminant à 265 m et son émetteur.

### Sismicité
Commune située dans une zone de sismicité faible.

### Hydrographie
La commune est située dans le bassin Seine-Normandie. Elle est drainée par la Touques, le fossé 01 de Grand Val, le fossé 01 du Clos du Pré, le ruisseau des Pres Garreaux et divers autres petits cours d'eau.
La Touques, d'une longueur de 108 km, prend sa source dans la commune de Champ-Haut et se jette  dans la baie de Seine en limite de Trouville-sur-Mer et de Deauville, après avoir traversé 42 communes.

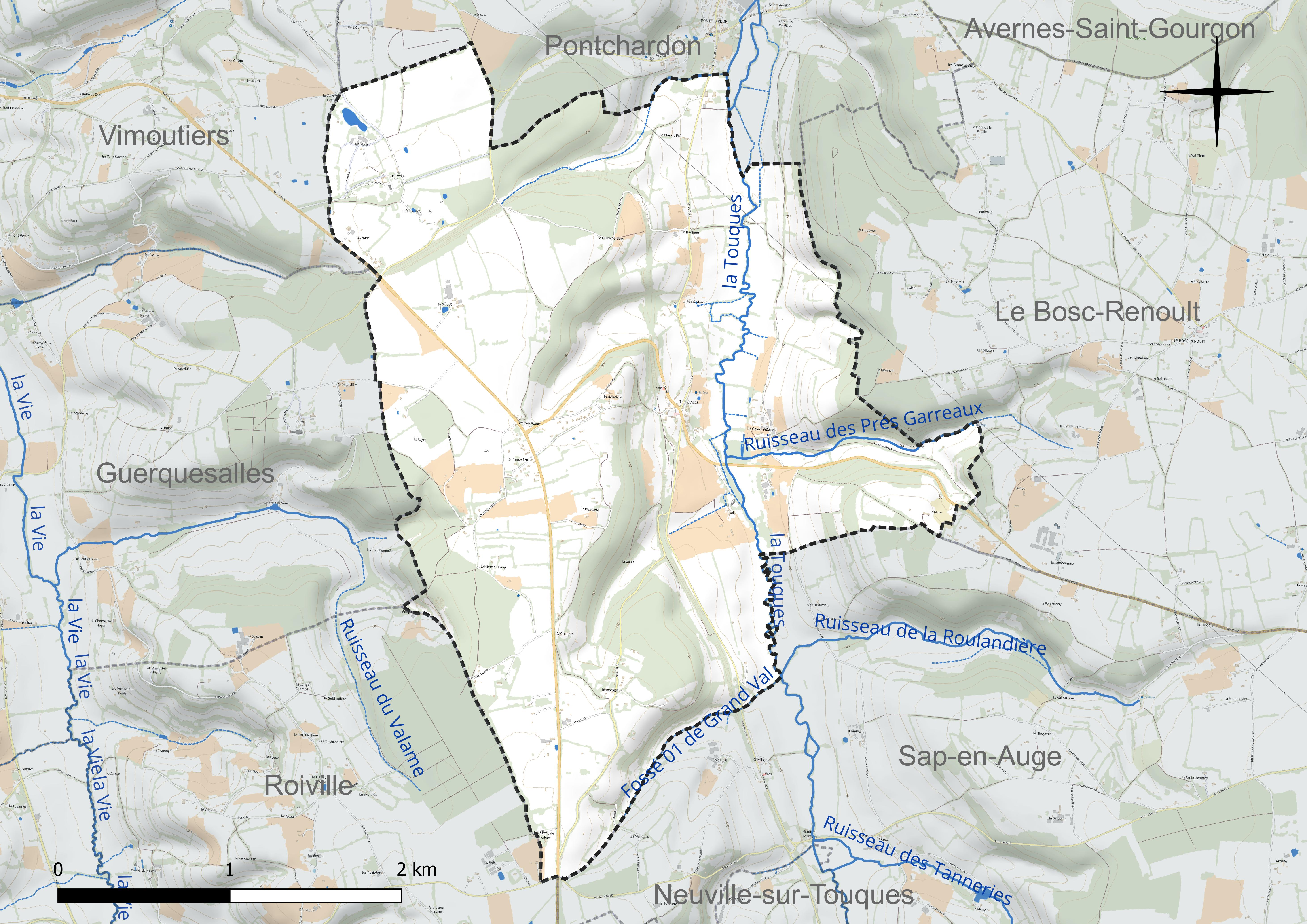
Réseau hydrographique de Ticheville.

### Climat
Le climat qui caractérise la commune est qualifié, en 2010, de « climat océanique dégradé des plaines du Centre et du Nord », selon la typologie des climats de la France qui compte alors huit grands types de climats en métropole. En 2020, la commune ressort du type « climat océanique altéré » dans la classification établie par Météo-France, qui ne compte désormais, en première approche, que cinq grands types de climats en métropole. Il s’agit d’une zone de transition entre le climat océanique, le climat de montagne et le climat semi-continental. Les écarts de température entre hiver et été augmentent avec l'éloignement de la mer. La pluviométrie est plus faible qu'en bord de mer, sauf aux abords des reliefs.
Les paramètres climatiques qui ont permis d’établir la typologie de 2010 comportent six variables pour les températures et huit pour les précipitations, dont les valeurs correspondent à la normale 1971-2000. Les sept principales variables caractérisant la commune sont présentées dans l'encadré ci-après.
| Paramètres climatiques communaux sur la période 1971-2000 - Moyenne annuelle de température : 10,4 °C - Nombre de jours avec une température inférieure à −5 °C : 3 j - Nombre de jours avec une température supérieure à 30 °C : 2,2 j - Amplitude thermique annuelle : 13,4 °C - Cumuls annuels de précipitation : 806 mm - Nombre de jours de précipitation en janvier : 13 j - Nombre de jours de précipitation en juillet : 8,5 j |

Avec le changement climatique, ces variables ont évolué. Une étude réalisée en 2014 par la Direction générale de l'Énergie et du Climat complétée par des études régionales prévoit en effet que la  température moyenne devrait croître et la pluviométrie moyenne baisser, avec toutefois de fortes variations régionales. La station météorologique de Météo-France installée sur la commune et mise en service en 1997 permet de connaître en continu l'évolution des indicateurs météorologiques. Le tableau détaillé pour la période 1981-2010 est présenté ci-après.
| Mois                                  | jan.          | fév.           | mars          | avril         | mai           | juin          | jui.          | août           | sep.          | oct.            | nov.          | déc.          | année     |
| ------------------------------------- | ------------- | -------------- | ------------- | ------------- | ------------- | ------------- | ------------- | -------------- | ------------- | --------------- | ------------- | ------------- | --------- |
| Température minimale moyenne (°C)     | 1,5           | 1,7            | 3,1           | 5,2           | 8,4           | 11            | 12,6          | 12,9           | 10,6          | 8,2             | 4,6           | 1,6           | 6,8       |
| Température moyenne (°C)              | 3,9           | 4,5            | 6,7           | 9,4           | 13            | 15,9          | 17,5          | 17,8           | 15,2          | 11,6            | 7,2           | 4,1           | 10,6      |
| Température maximale moyenne (°C)     | 6,3           | 7,4            | 10,3          | 13,7          | 17,5          | 20,8          | 22,3          | 22,6           | 19,8          | 15              | 9,9           | 6,5           | 14,4      |
| Record de froid (°C) date du record   | −12 07.01.09  | −11,4 12.02.12 | −9,3 01.03.05 | −3,7 11.04.03 | −0,8 14.05.10 | 3,3 04.06.01  | 5,8 17.07.00  | 5,5 28.08.1998 | 1,9 30.09.18  | −3,3 29.10.1997 | −7 23.11.1998 | −9,6 29.12.05 | −12 2009  |
| Record de chaleur (°C) date du record | 15,9 01.01.22 | 20,9 27.02.19  | 23,8 30.03.21 | 27,2 20.04.18 | 28,4 21.05.20 | 34,7 29.06.19 | 39,1 25.07.19 | 37,5 07.08.20  | 32,3 13.09.16 | 27 01.10.11     | 23,2 01.11.15 | 15,7 07.12.00 | 39,1 2019 |
| Précipitations (mm)                   | 71,4          | 57,7           | 67,2          | 65,8          | 67,3          | 59,2          | 66,6          | 62,6           | 63,8          | 83,4            | 80,7          | 89            | 834,7     |

## Toponymie
Le nom de la localité est attesté sous les formes Tegis villa en 1027, Tegiervilla entre 1037 et 1040, Tiegeville vers 1460, Ticheville apparaît sous sa forme définitive vers 1756.

## Histoire
Le prieuré de Ticheville dépendait depuis le début du 12e siècle de l'abbaye de Saint-Wandrille,.
La commune, créée en 1930, passe de l'arrondissement d'Argentan à l'arrondissement de Mortagne-au-Perche le 1er janvier 2017.

### Voies de communications et transports

#### Voies routières
- Autoroute A28.
- Commune traversée par la RD 12.

#### Transports en commun
Nomad car ligne 413 (horaires scolaires uniquement direction l'Aigle)
Car scolaire direction Vimoutiers (Voyages Aiglons))
Réseaux de mobilité de la collectivité :
- Transport à la demande :
  - Camenbus,
  - Reso'AP,
  - Transgacebus.

##### Lignes SNCF
- Gare de Ticheville[24] - Le Sap[25].

##### Transports aériens
Les aéroports les plus proches sont :
- Aéroport de Deauville-Normandie,
- Aéroport de Caen-Carpiquet.

### Intercommunalité
Commune membre de la Communauté de communes des Vallées d'Auge et du Merlerault.

## Urbanisme

### Typologie
Au 1er janvier 2024, Ticheville est catégorisée commune rurale à habitat très dispersé, selon la nouvelle grille communale de densité à sept niveaux définie par l'Insee en 2022.
Elle est située hors unité urbaine et hors attraction des villes,.

### Occupation des sols
L'occupation des sols de la commune, telle qu'elle ressort de la base de données européenne d’occupation biophysique des sols Corine Land Cover (CLC), est marquée par l'importance des territoires agricoles (82,9 % en 2018), une proportion identique à celle de 1990 (82,9 %). La répartition détaillée en 2018 est la suivante : prairies (59,3 %), terres arables (23,6 %), forêts (17,1 %). L'évolution de l’occupation des sols de la commune et de ses infrastructures peut être observée sur les différentes représentations cartographiques du territoire : la carte de Cassini (XVIIIe siècle), la carte d'état-major (1820-1866) et les cartes ou photos aériennes de l'IGN pour la période actuelle (1950 à aujourd'hui).

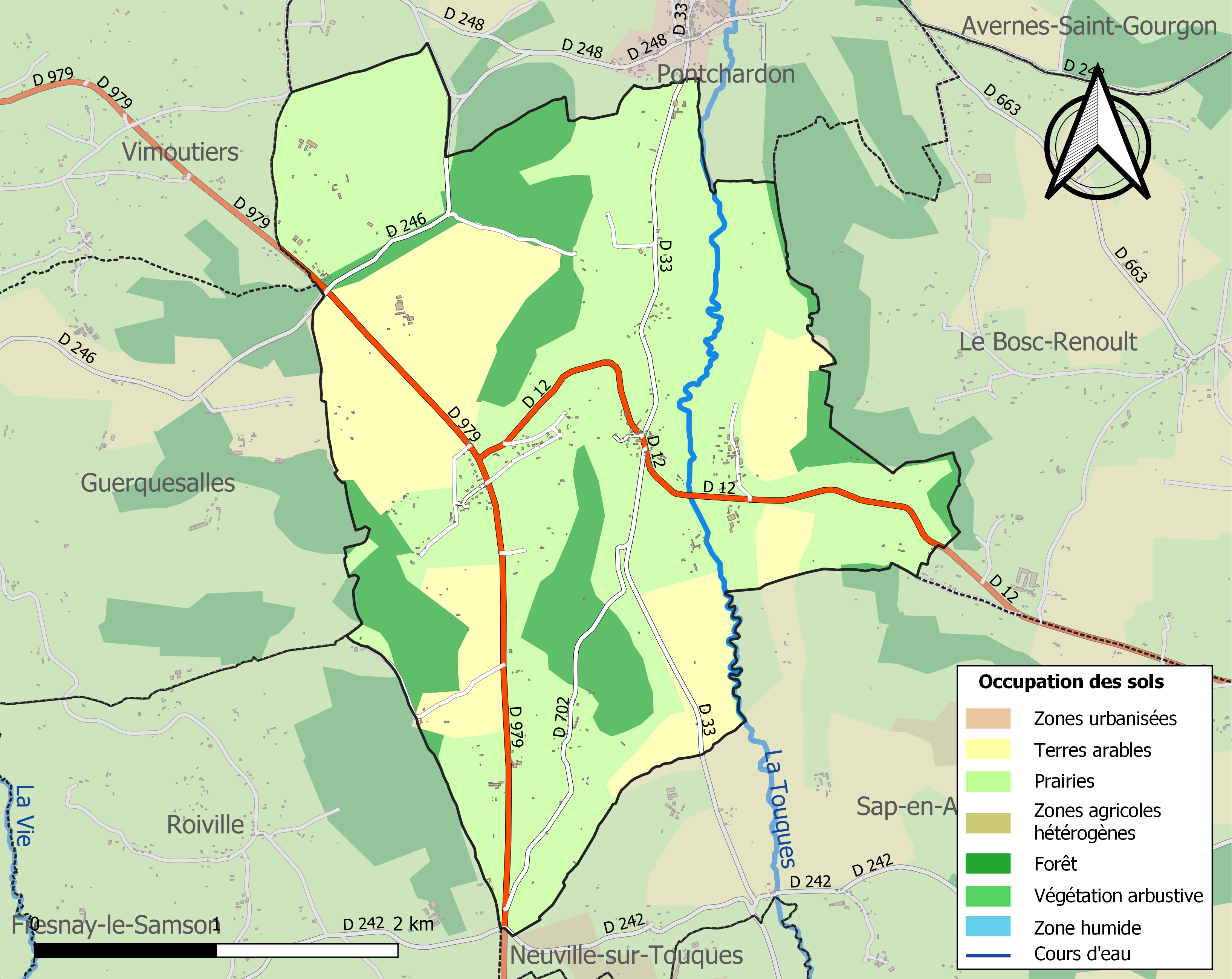
Carte des infrastructures et de l'occupation des sols de la commune en 2018 (CLC).

## Politique et administration
| Période                                  | Période   | Identité          | Étiquette | Qualité     |
| ---------------------------------------- | --------- | ----------------- | --------- | ----------- |
| 1964                                     | mars 2001 | Bernard Bruneaux  |           |             |
| mars 2001                                | En cours  | Frédéric Blondeau | SE        | Agriculteur |
| Les données manquantes sont à compléter. |           |                   |           |             |

### Budget et fiscalité 2018
En 2018, le budget de la commune était constitué ainsi :
- total des produits de fonctionnement : 81 000 €, soit 370 € par habitant ;
- total des charges de fonctionnement : 75 000 €, soit 344 € par habitant ;
- total des ressources d'investissement : 15 000 €, soit 68 € par habitant ;
- total des emplois d'investissement : 14 000 €, soit 64 € par habitant ;
- endettement : 21 000 €, soit 94 € par habitant.

Avec les taux de fiscalité suivants :
- taxe d'habitation : 11,45 % ;
- taxe foncière sur les propriétés bâties : 5,82 % ;
- taxe foncière sur les propriétés non bâties : 12,41 % ;
- taxe additionnelle à la taxe foncière sur les propriétés non bâties : 0 % ;
- cotisation foncière des entreprises : 0 %.

Chiffres clés Revenus et pauvreté des ménages en 2016 : médiane en 2016 du revenu disponible, par unité de consommation : 18 860 €.

## Population et société

### Démographie

#### Pyramide des âges
L'évolution du nombre d'habitants est connue à travers les recensements de la population effectués dans la commune depuis 1793. Pour les communes de moins de 10 000 habitants, une enquête de recensement portant sur toute la population est réalisée tous les cinq ans, les populations de référence des années intermédiaires étant quant à elles estimées par interpolation ou extrapolation. Pour la commune, le premier recensement exhaustif entrant dans le cadre du nouveau dispositif a été réalisé en 2008.
En 2022, la commune comptait 195 habitants, en évolution de −6,7 % par rapport à 2016 (Orne : −3,21 %, France hors Mayotte : +2,11 %).
| 1793 | 1800 | 1806 | 1821 | 1836 | 1841 | 1846 | 1851 | 1856 |
| ---- | ---- | ---- | ---- | ---- | ---- | ---- | ---- | ---- |
| 528  | 515  | 536  | 509  | 532  | 517  | 524  | 503  | 474  |

| 1861 | 1866 | 1872 | 1876 | 1881 | 1886 | 1891 | 1896 | 1901 |
| ---- | ---- | ---- | ---- | ---- | ---- | ---- | ---- | ---- |
| 438  | 400  | 406  | 400  | 546  | 455  | 458  | 420  | 410  |

| 1906 | 1911 | 1921 | 1926 | 1931 | 1936 | 1946 | 1954 | 1962 |
| ---- | ---- | ---- | ---- | ---- | ---- | ---- | ---- | ---- |
| 385  | 411  | 328  | 352  | 331  | 314  | 302  | 308  | 318  |

| 1968 | 1975 | 1982 | 1990 | 1999 | 2006 | 2008 | 2013 | 2018 |
| ---- | ---- | ---- | ---- | ---- | ---- | ---- | ---- | ---- |
| 310  | 236  | 213  | 199  | 224  | 223  | 223  | 219  | 201  |

| 2022 | - | - | - | - | - | - | - | - |
| ---- | - | - | - | - | - | - | - | - |
| 195  | - | - | - | - | - | - | - | - |

### Enseignement
Établissements d'enseignements :
- Écoles maternelles et primaires à Vimoutiers,
- Collège à Vimoutiers,
- Lycées à Argentan où l'Aigle (dérogation mais direct avec le 413)

### Santé
Professionnels et établissements de santé :
- Médecins à Guerquesalles, Médicobus à Vimoutiers
- Pharmacies à Le Sap, Vimoutiers, Gacé,
- Hôpitaux à Vimoutiers, Argentan, Lisieux.
- Sage-femme de Lisieux qui consulte à Vimoutiers
- PMI, CMP à Vimoutiers

### Cultes
- Culte catholique, Paroisse La ste Trinité en Pays d'Auge[40], Diocèse de Séez. (Modification de Juin 2024, regroupement de paroisses)

## Économie

### Entreprises et commerces

#### Agriculture
- Moulin à farine[41],[42].
- Ferme, fromagerie[43]
- Haras, blanchisserie[44].
- Rendez-vous de chasse[45]

#### Tourisme
- Hôtel restaurant[46].
- Chambres d'hôtes.

#### Commerces et services
- Poste, télégraphe[47].

## Lieux et monuments

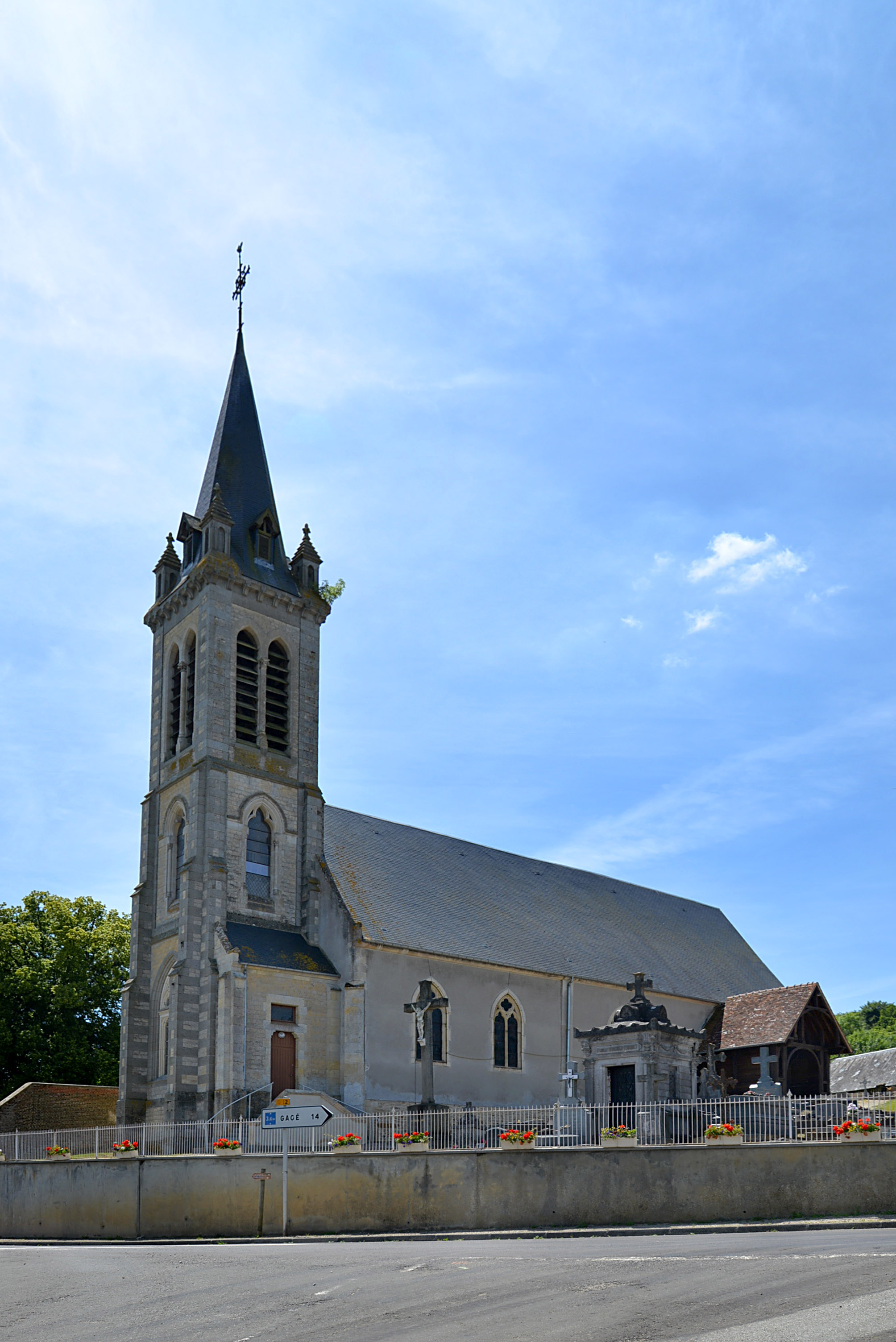
L'église Saint-Pierre.
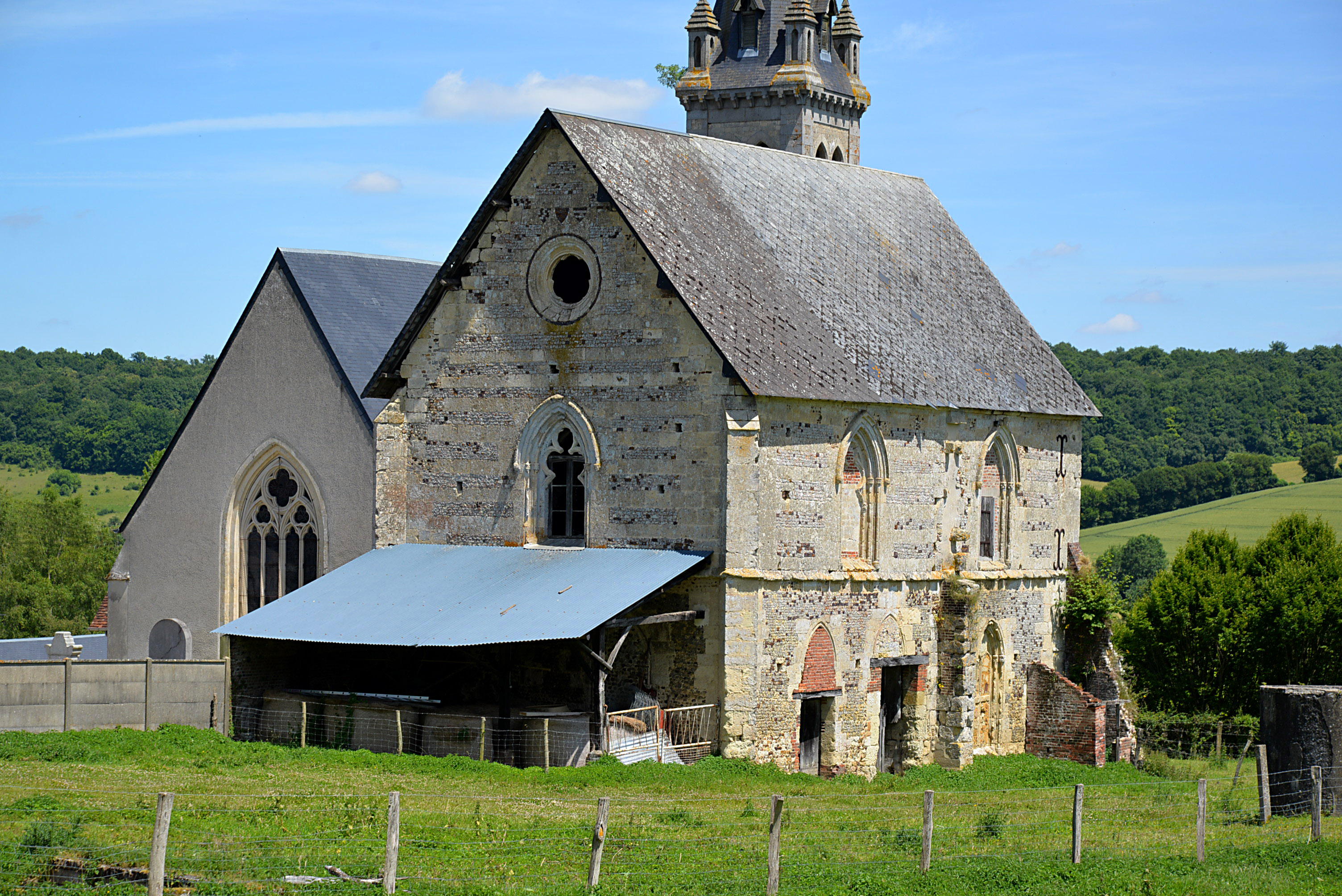
La chapelle du prieuré.

- Église Saint-Pierre des XIIe, XVe et XIXe siècles.
- Presbytère[48].
- Prieuré du XIVe siècle, classé au titre des monuments historiques depuis le 24 octobre 1994[49],[50]. Chapelle[51].
- Manoir de la rue Godard du XVIe siècle[52].
- Château du Mézeray du XVIIIe siècle et son haras[53].
- Château Flova (vers 1800)[54].
- Château de l’Horloge (ou château du Bocage) du XIXe siècle[55].
- Monument aux morts[56].

## Personnalités liées à la commune
- Jean-Baptiste Alphonse Dechauffour de Boisduval (1799-1879) médecin, botaniste et entomologiste français est né et décédé dans cette commune.
- Philippe Ermelier (né en 1961), artiste lyrique, comédien, metteur en scène, costumier, propriétaire du château de l'Horloge[57],[58].

## Activité et manifestations
- Un village se mobilise pour réparer son église